# Nokia 5310 (2020)
El Nokia 5310 (2020) es un teléfono con funciones de la marca Nokia desarrollado por HMD Global. Se anunció el 19 de marzo de 2020 junto con el Nokia 1.3, Nokia 5.3 y Nokia 8.3 5G, como un renacimiento del Nokia 5310 original producido en c. 2007
.

## Funciones y diseño
El 5310 funciona principalmente como reproductor multimedia con radio FM y reproductor de MP3 con Bluetooth 3.0 y altavoces estéreo frontales. También hay un conector de audio de 3,5 mm y botones de música en el lateral. El teléfono tiene una pantalla con resolución QVGA de 2,4". En la parte trasera, hay una cámara VGA acompañada de un flash LED. El almacenamiento interno está limitado a 16 MB, pero se puede ampliar hasta 32 GB mediante una ranura para tarjeta microSD. La batería tiene una capacidad de 1200 mAh y puede proporcionar 7,5 horas de tiempo de conversación; el tiempo de espera varía entre 22 días con una SIM y 30 días con dos SIM doble. El dispositivo sólo admite banda dual 2G.
El diseño sigue el estilo del 5310 original con los mismos esquemas de colores, negro/rojo y blanco/rojo.

## Versión 2024
En abril de 2024, HMD Global anunció la versión 2024 del resurgimiento del Nokia 5310, con un diseño similar a la versión 2020, pero con algunas mejoras, como una pantalla más grande con una pantalla IPS LCD de 2,8 pulgadas (en comparación con la pantalla TFT LCD de 2,4 pulgadas de la versión 2020), una batería más grande de 1450 mAh (en comparación con la batería de 1200 mAh), un chipset Unisoc 6531F (en comparación con el chipset MediaTek MT6260A) y compatibilidad con USB-C (en comparación con la compatibilidad con microUSB 1.1).